# Saurauia brevirostris
Saurauia brevirostris är en tvåhjärtbladig växtart som beskrevs av Alexander Zippelius och Friedrich Anton Wilhelm Miquel. Saurauia brevirostris ingår i släktet Saurauia och familjen Actinidiaceae. Inga underarter finns listade i Catalogue of Life.